# Лилиен, Эфраим Моше
Эфраим Моше (Мавриций) Лилиен (Ephraim Moses (Moshe, Maurycy) Lilien; 23 мая 1874, Дрогобыч, Галиция, теперь Львовская область — 18 июля 1925, Баденвайлер, Баден, Германия) — еврейский, польский и немецкий художник, график, гравер, дизайнер, фотограф, книжный иллюстратор, деятель сионистского движения. Один из основателей стиля в искусстве, известного в Германии как югенд-штиль, а в других странах — как ар-нуво или сецессион.

## Биография
Родился в ортодоксальной семье еврейского ремесленника (токаря по дереву). Бедная семья не была в состоянии оплатить ему гимназическое образование. В юности работал подмастерьем у львовского художника, который рисовал шильды (вывески).
После окончания реальной школы уезжает учиться в Краков — в школу пластических искусств, которую возглавлял Ян Матейко. Обучение длилось в 1889—1893 годах, но из-за финансовых трудностей Лилиен вынужден оставить учёбу и вернуться в Дрогобыч. Заработав 50 золотых гульденов, он потратил их на курс рисунка в Венской академии искусств. В 1894—1898 годах учился в Мюнхенской академии искусств.
Успех пришел к художнику, когда он отправил в редакцию баварского литературно-художественного журнала «Югенд» (флагман нового стиля в искусстве — модерн, сецессион или по-немецки «югендштиль») свои графические работы «Волшебная флейта», «Фавн», «Любимый» и несколько других, и получил приглашение к сотрудничеству. Благодаря роботам для «Югенд» Лилиен стал «модным» художником, его финансовые дела улучшились.
В 1898 году переехал в Берлин, стал сотрудничать с популярными журналами «Грация», «Ост унд Вест», «Симплициссимус», «Господин», «Вальтшпигель»; иллюстрирует для издательства «Vorwärts» роман И. Вильденрата «Таможенник из Клаузена».
В 1900 году познакомился с немецким аристократом (бароном), поэтом и фольклористом Бьоррисом фон Мюнхгаузеном. Тот приглашает Лилиена к воплощению большого проекта — иллюстрировать для берлинского издательства Marquard u. Co. книгу «Песни Гетто» идишского поэта Мориса Розенфельда (Моше Яков Алтер, 1862—1923), которую барон переводил на немецкий. Для этого художник даже поселился на целый год в родовом замке барона в Тюрингии. Там же он создал иллюстрации для книги поэтических переводов «Иудея», впоследствии многократно переизданную. После этого Лилиен получил репутацию выдающегося мастера книжной графики и впоследствии иллюстрировал трехтомную «Библию», «Песню песен» и тому подобное.
Как активный участник сионистского движения в 1906—1918 годах несколько раз посетил Палестину. Помогал Борису Шацу создавать в Иерусалиме Школу искусств и ремесел (ныне Академия искусств и дизайна «Бецалель»). В 1906 году преподавал в первых классах новой школы и оставил свой неизгладимый отпечаток на стиле молодого израильского искусства, которое тогда только формировалось. В первых двух десятилетиях XX века работы Лилиена служили образцом для художников, группировавшихся вокруг «Бецалеля».
Лилиен является автором известного фотопортрета «отца сионизма» Теодора Герцля (Герцль вообще был любимой фотомоделью Лилиена, который видел в нём образ «нового еврея»).
В 1902 году выступил одним из создателей первого еврейского национального издательства Jüdischen Verlags, в котором был и художником, и редактором, и заведовал экономической частью. В том же году приезжал в Россию для подготовки (совместно с М. Горьким) сборника еврейской литературы, так и не изданного из-за событий 1905 года.
В 1914 году Лилиен снова посетил Палестину, но теперь как офицер австро-венгерской армии, куда был призван как военный фотограф и художник. После окончания войны он возвратился в Берлин, где активно продолжил карьеру книжного иллюстратора. В 1922 году в издательстве «Benjamin Harz» вышла большая книга-альбом Лотара Брейгера «Е. М. Лилиен» с биографией художника и 226 репродукциями его работ. По рисункам Лилиена «12 колен Израиля» были изготовлены огромные входные двери Старой синагоги в Эссене. Он также выпустил большую серию почтовых открыток и рисовал для почтовых марок, а выполненные им экслибрисы являются высочайшими образцами графического искусства.
В 1923 году в Нью-Йорке открылась выставка работ Лилиена — прежде всего, книжных иллюстраций (в частности, иллюстрации к Ветхому Завету, «Песням гетто», поэмам на библейские темы христианских поэтов, поэмам на идиш Г. Розенфельда, переведенным на немецкий и др).
Его считают самым выдающимся из тех еврейских художников, которые в своем творчестве освещали сионистскую тему. Лилиен известен в еврейской среде как «первый сионистский художник».
Умер от инфаркта в курортном городке Баденвайлере, похоронен в Брауншвейге (на родине его жены Елены).
Его имя носят улицы в Тель-Авиве и в Найот (район  Иерусалима).

## Галерея
- Сонник (Sonnenblume), Jugend, Берлін, 1893
- Экслибрис Стефана Цвейга, 1900
- Королева субботы, из серии Юда, Берлин, 1900
- Спокойная песня из серии Юда, Берлин, 1900
- Восток и Запад, 1903
- Памяти жертв кишинёвского погрома, 1903
- Еврейский ребёнок, из цикла Песни гетто, 1903
- Сион, из цикла Песни гетто, 1903
- Экслибрис Бориса Шаца, 1905
- Иисус Навин, 1908
- Aвраам, 1908
- Диббук, [1908]
- В библиотеке, гравюра, 1915
- Изучение Талмуда, гравюра, 1915
- Самаритянин, гравюра, 1920